# Cox’s Orange Pippin

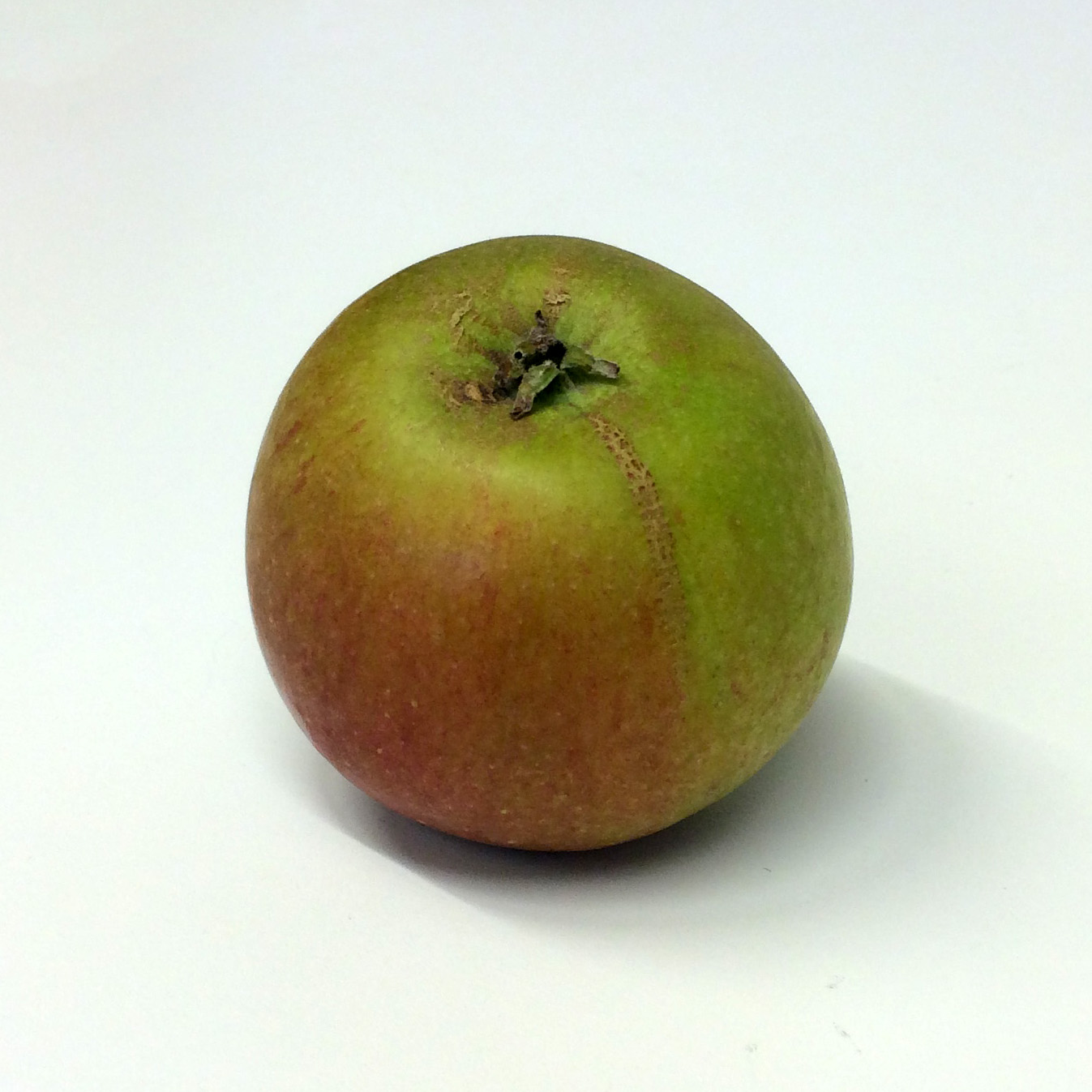
Ett äpple av sorten Cox's Orange, fotograferat i samband med Nordiska museets äppelfestival i september 2014.

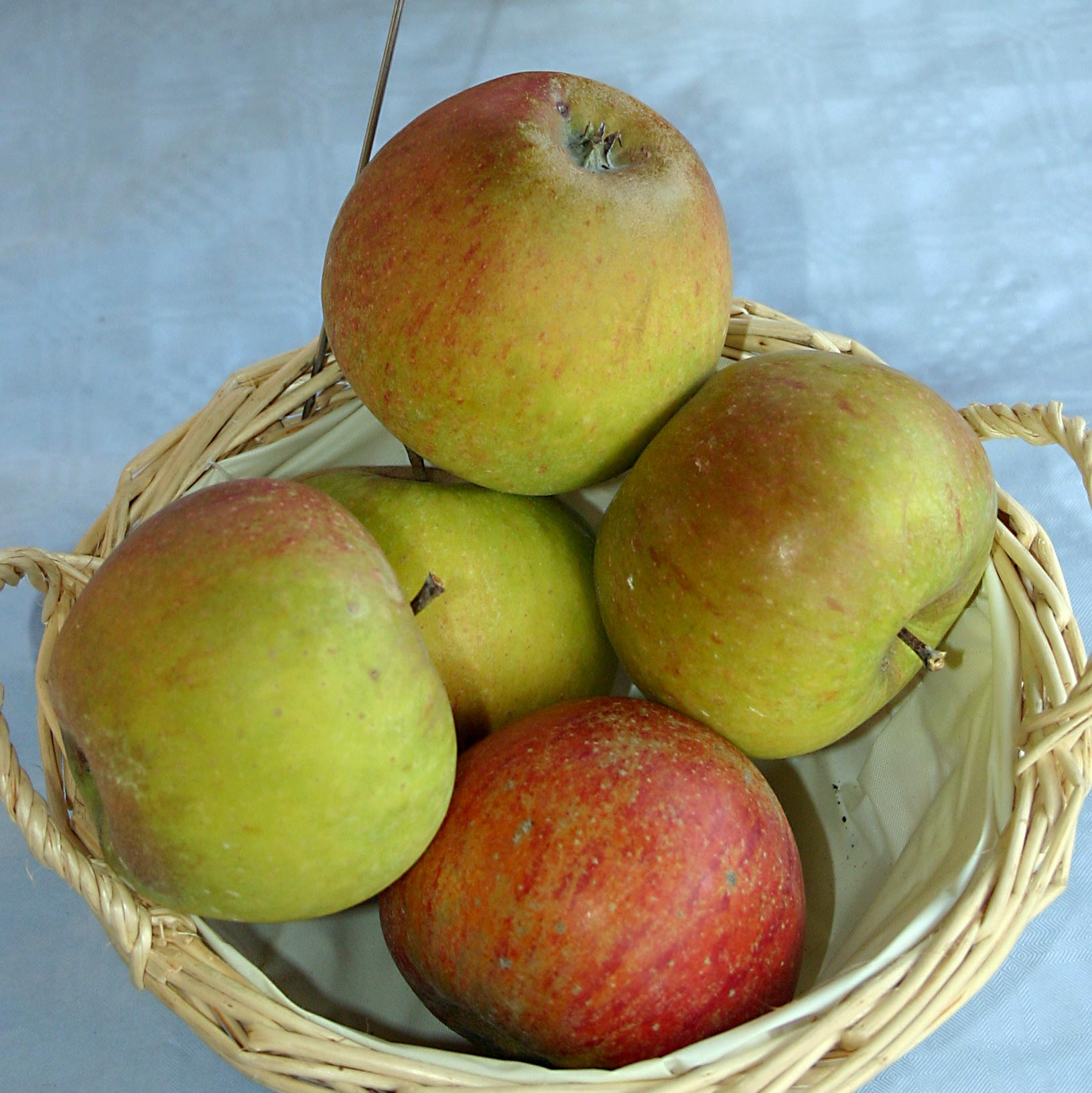
Cox’s Orange Pippin.

Cox's Orange Pepping (litografi av målning av Henriette Sjöberg (1842–1915)).

Cox’s Orange Pippin, ofta skriven som Cox Orange, är en äppelsort av brittiskt ursprung. Äpplena är företrädesvis gröna med röda inslag, ganska små. Saftiga med syrligt frisk smak, dessertfrukt. Äpplet är inom gruppen guldrenetter. I Sverige odlas Cox’s Orange gynnsammast i zon I-II.
Svenskodlat i handeln oktober – januari. Under våren import från Danmark och Tyskland. Känslig för många sjukdomar däribland skorv och fruktträdskräfta.
126 dagar mellan blomning och skörd. Medelvikt 115 gram, densitet 0,84, sockerhalt  14,0%,  syrahalt 0,71%..

## Namn och historik
Äppelsorten har fått sitt namn efter den engelska fruktodlaren Richard Cox (se även Cox's Pomona) och färgen orange. Sorten uppkom genom frösådd år 1824. Den nådde Sverige första gången 1865 men spreds här allmänt först under 1890-talet.
Alnarps Trädgårdar började sälja sorten år 1879. Cox Orange var en av de mest populära äpplesorterna i norra och mellersta Europa i mitten av 1900-talet. 
Mutanter till Cox Orange, exempelvis; Röd Cox Orange Danmark 1902, Cherry cox Danmark 1942, Crimson cox Herefordshire England 1913. Cherry Cox började säljas i Sverige år 1952. Två olika mutanter går under namnet Queen cox båda två härstammar från England. Den ena är självfertil.